# Estado Carabobo
Carabobo es uno de los veintitrés estados que, junto con el Distrito Capital y las Dependencias Federales, forman la República Bolivariana de Venezuela. Su capital es Valencia. Está ubicado en el centro-norte del país, en la región Central. Limita al norte con el golfo Triste (mar Caribe, océano Atlántico), al este con Aragua, al sur con Guárico y Cojedes, y al oeste con Yaracuy. Con 4650 km², es el tercer estado menos extenso —por delante de Estado Vargas y Nueva Esparta, el menos extenso—, con 2 813 161 habitantes en 2016, el tercero más poblado —por detrás de Zulia y Miranda— y con 713 hab./km² (habitantes por kilómetro cuadrado), el más densamente poblado.
Es el que registra el mayor y más rápido crecimiento económico, urbano e inmobiliario del país. Posee 14 municipios autónomos y 38 parroquias civiles. Sus principales ciudades son:Naguanagua, Valencia,
Puerto Cabello, Tocuyito, Guacara, Mariara, Bejuma, Morón, San Joaquín y Güigüe.

## Toponimia
Existen varias versiones sobre el nombre de Carabobo. Una de ella se refiere a una voz proveniente de un idioma arawaco: karau significa ‘sabana’, y bo quiere decir ‘agua’. El bo repetido actúa como superlativo, es decir, mucha agua o quebradas. Así, Carabobo, significaría ‘sabana de aguas’ o ‘sabana de quebradas’.

## Historia

### Época Precolombina
El epicentro cultural indígena más avanzado de la región que actualmente es Venezuela se localizaba alrededor del lago de Valencia. De esta etapa histórica se conservan diversos petroglifos en varias partes del estado, así como numerosos restos de cerámica. Los grupos de la región se dedicaban a la caza y recolección, pero también a la pesca y a ciertos tipos de agricultura.
En la zona que actualmente es Valencia se tiene evidencia de la presencia de humanos desde el IV milenio antes de Cristo. En otras regiones del actual Estado Carabobo (como los alrededores de Bejuma) se han hallado restos que dejan presumir una presencia humana más antigua.
Los arqueólogos saben de un poblamiento importante de la zona alrededor del lago que ocurrió entre el siglo II y el primer milenio. Los grupos humanos ya controlaban la agricultura.
Al finalizar el primer milenio, migraciones del Orinoco, quizás por vía de El Pao, comenzaron a llegar a esta zona. A partir del 800 d. C., se comenzaron a fusionar los grupos que llegaban del Orinoco con las poblaciones que ya estaban allí. La fusión produjo lo que se llama cultura valencioide.
La población construía sus casas sobre los montículos artificiales de tierra localizados en los fértiles valles anegadizos al este y al oeste del lago. Producían numerosas cerámicas antropomorfas.
Hacia el año 1200, la cultura valencioide se había expandido por toda la cuenca del lago de Valencia, por toda la costa central y hacia distintas islas del Caribe. Desde las islas oceánicas exportaban productos marinos como el botuto (Lobatus gigas), sal, tortugas y peces de arrecife hacia la zona del lago a través de intermediarios en los pueblos costeros.
Al momento de la llegada de los europeos a esta región se encontraron con poblaciones de guaiqueríes y taramainas, entre otros grupos étnicos. Estos usaban una lengua que era igual o al menos comprensible por los indígenas de la Isla de Margarita.
Así, en la zona del lago de Valencia los indígenas plantaban maíz, de tradición occidental, pero también yuca, más de tradición oriental. De esta época se han conservado metates para la molida del maíz y budares para la preparación de casabe a partir de la yuca.
En la zona de Borburata, en la costa, se concentraban indios que trabajaban en la extracción de sal. Los indios jirajaras, de la zona de Nirgua, en lo que actualmente son los límites entre Yaracuy y Carabobo, iban hacia el lago y de allí por la cordillera de la costa hasta Borburata para obtener dicha sal.

### Colonización europea

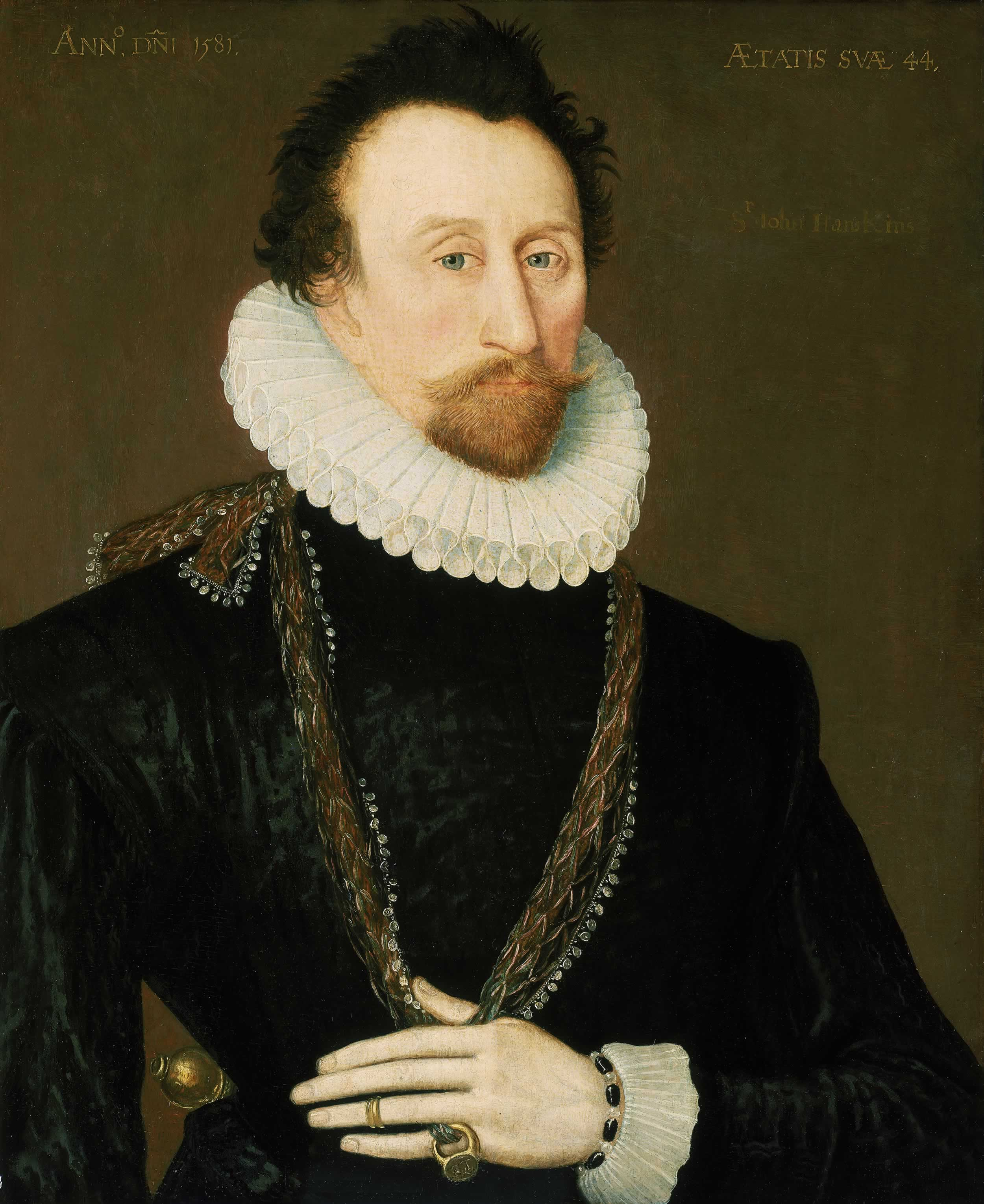
John Hawkins llevó los primeros esclavos a la zona de Carabobo

Alonso de Ojeda fue el primer europeo en reconocer las costas del territorio que es ahora Carabobo, cuando pasó en agosto de 1499.
Villegas fundó en lo que sería la Costa Occidental de Carabobo el pueblo de Borburata en 1548. Los indígenas de la zona fueron sometidos y distribuidos por encomiendas desde 1547. Ya para 1551, el cabildo escribió al rey español "que todos los indígenas de esta gobernación están repartidos".
En 1555, el capitán Alonso Díaz Moreno, venido desde Borburata, decidió fundar Nuestra Señora de la Anunciación de Nueva Valencia del Rey en las planicies centrales de la región, debatiéndose aún entre los historiadores de la región la fecha exacta. Sin embargo se reconoce el 25 de marzo de 1555 como fecha de la fundación de la referida ciudad, teniendo lugar su conmemoración ese día. Entre las razones para la fundación de Valencia, se cuentan la búsqueda de un territorio más propicio para el desarrollo de la ganadería, al mismo tiempo que ofreciera mayor resguardo frente a los constantes ataques de corsarios recibidos en Borburata. Ese mismo año, el 17 de abril, piratas franceses asaltan Borburata durante 6 días, haciendo que cada vez más de sus pobladores decidieran fijar su residencia en Valencia. Durante este período, la ganadería formó el sustento de los valencianos, los cuales disponían de importantes riquezas gracias a lo lucrativo de esta actividad.
Desde 1558 hasta 1628, duraría una lucha entre los colonos y los indios Nirguas y Jirajaras, que vivían en el oeste de lo que es ahora Carabobo.
El 7 de septiembre de 1561, el conquistador vasco Lope de Aguirre y sus marañones del Perú desembarcaron en Borburata provenientes desde Margarita. Después de haber sometido a sus pobladores tras una breve estadía partió hacia Valencia. Los habitantes de la ciudad huyeron a las islas del lago de Valencia, por lo que Aguirre decidió continuar por Nirgua hacia Barquisimeto, donde sería asesinado.
En 1564, corsarios británicos encabezados por John Hawkins vendieron a los colonos de Borburata su mercancía. La parte principal de su carga era un contingente de 400 esclavos africanos que había capturado en las costas de Guinea y Senegal. Las autoridades tenían órdenes de dificultar la venta mediante altos impuestos, pero terminaron cediendo cuando Hawkins amenazó con destruir el pueblo.
En 1566, el pirata Low atacó Borburata.
En 1567, piratas franceses comandados por Nicolas Vallier invadieron Borburata y causaron su despoblamiento.
En 1568, John Hawkins volvió a obligar a los habitantes de Borburata a comprar su mercancía de esclavos africanos.
En mayo de 1569, llegó al puerto de Borburata el conquistador Pedro Maraver de Silva con unos 400 colonos y sus familias en una de las últimas expediciones que pretendía hallar El Dorado. Venían ante todo de Extremadura. La mayoría de estos colonos lo abandonaron entre Borburata y Valencia del Rey y decidieron asentarse en la región. Malaver continuó su camino con un centenar de soldados entre los Llanos y los Andes.
En 1577 y 1583, la región de Valencia sufrió incursiones de tribus caribes venidas de las riberas del Bajo Orinoco. El ejército español, comandado por García González, los rechazó y persiguió.

### SigloXVII
En 1624, poblaciones indígenas de la parte norte del lago de Valencia establecieron el pueblo de Guacara.
En este siglo, se continuaron los ataques de los piratas ingleses y franceses. Entre los ataques más importantes que sufrió la región estuvieron los siguientes:
- En 1659, el pirata inglés Myngs saqueó Cumaná, Puerto Cabello y Coro.
- En 1677, Valencia fue saqueada por piratas franceses, que quemaron su Ayuntamiento, con lo que destruyeron innumerables documentos de importancia.[12]

A comienzos de 1694, el gobernador Francisco Berroterán decidió declarar Guacara, Los Guayos y San Diego como "doctrinas" o pueblos de indios.

### SigloXVIII

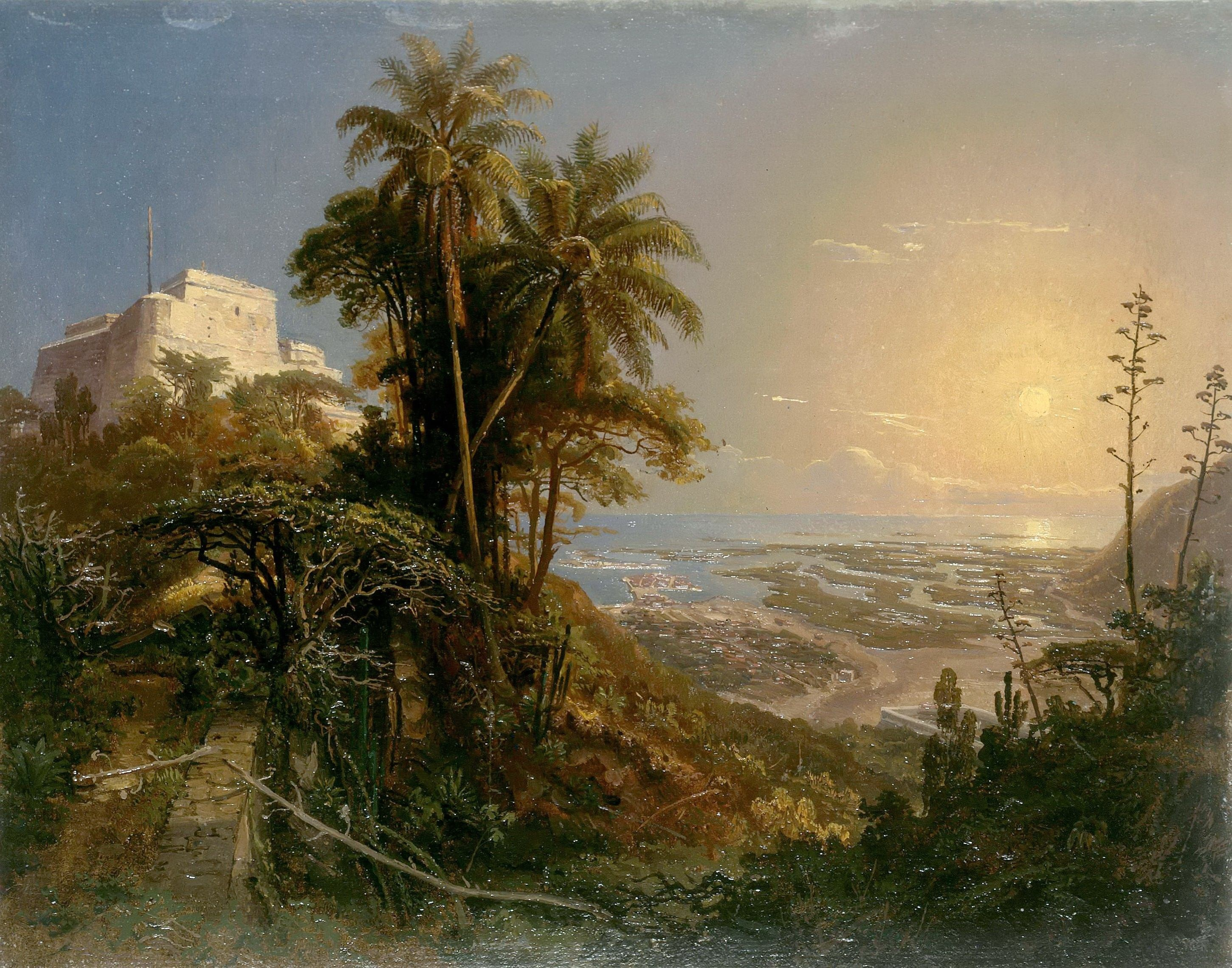
Fortín Solano en cuadro de Ferdinand Bellermann Vista de Puerto Cabello (1843)

La población de indios de Los Guayos, Guacara y San Diego siguieron creciendo y en 1710 fueron elevadas al rango de "pueblos", con lo que se mostraba la penetración de poblaciones no indígenas (mestizos y españoles).
La región costera era objeto de un gran contrabando con zonas bajo el control de holandeses e ingleses. El gobierno español decidió otorgarle a la Real Compañía Guipuzcoana el monopolio al comercio de Puerto Cabello a cambio de que esta realizase labores de infraestructura y administración que difícilmente podía hacer el gobierno.
La Compañía Guipuzcoana comenzó la construcción del puerto de lo que sería Puerto Cabello en 1730 así como el castillo de San Felipe y el fortín Solano. En las siguientes décadas se produjeron numerosas sublevaciones por este monopolio.
Con base en la zona de la costa (Morón) y Yaracuy, el esclavo Andrés López del Rosario (conocido como Andresote) lideró entre 1730 y 1733 una de revueltas para continuar el tráfico con las Antillas Neerlandesas.
En 1743, una escuadra británica al mando del almirante Charles Knowles sitió La Guaira y Puerto Cabello hostigando sus costas con promesas de liberar a los criollos de la empresa monopolista, lo que demuestra la animadversión reinante.

### SigloXIX
El científico alemán Alexander von Humboldt exploró la zona en su viaje por Sudamérica en 1800. Entró al territorio por el norte del lago de Valencia, visitó Valencia y Puerto Cabello y realizó una exhaustiva descripción de la flora, de la fauna, de la geología y de la sociedad de la región. Para ese momento Valencia contaba con 6000 a 7000 habitantes.
En 1804, llega a Puerto Cabello la Real Expedición Filantrópica de la Vacuna a cargo de Francisco Javier Balmis. Varios prisioneros de la fracasada expedición de Francisco de Miranda, en su mayoría estadounidenses, fueron ahorcados en la plaza mayor de Puerto Cabello el 21 de julio de 1806.

### Guerra de Independencia
El 19 de abril de 1810 la junta suprema de gobierno sustituye pacíficamente a las autoridades españolas en la ciudad de Caracas. El 5 de julio de 1811 se firmó el Acta de la Declaración de la Independencia en la misma ciudad.

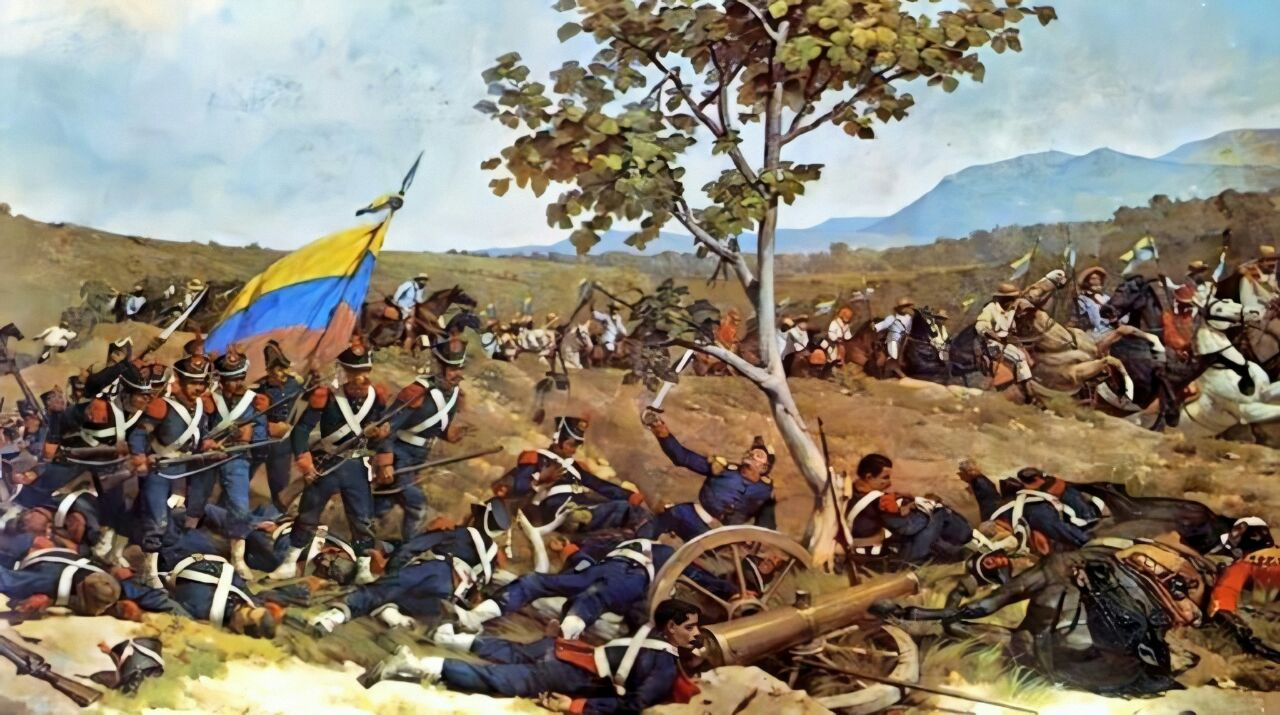
Batalla de Carabobo pintada por Tovar y Tovar.

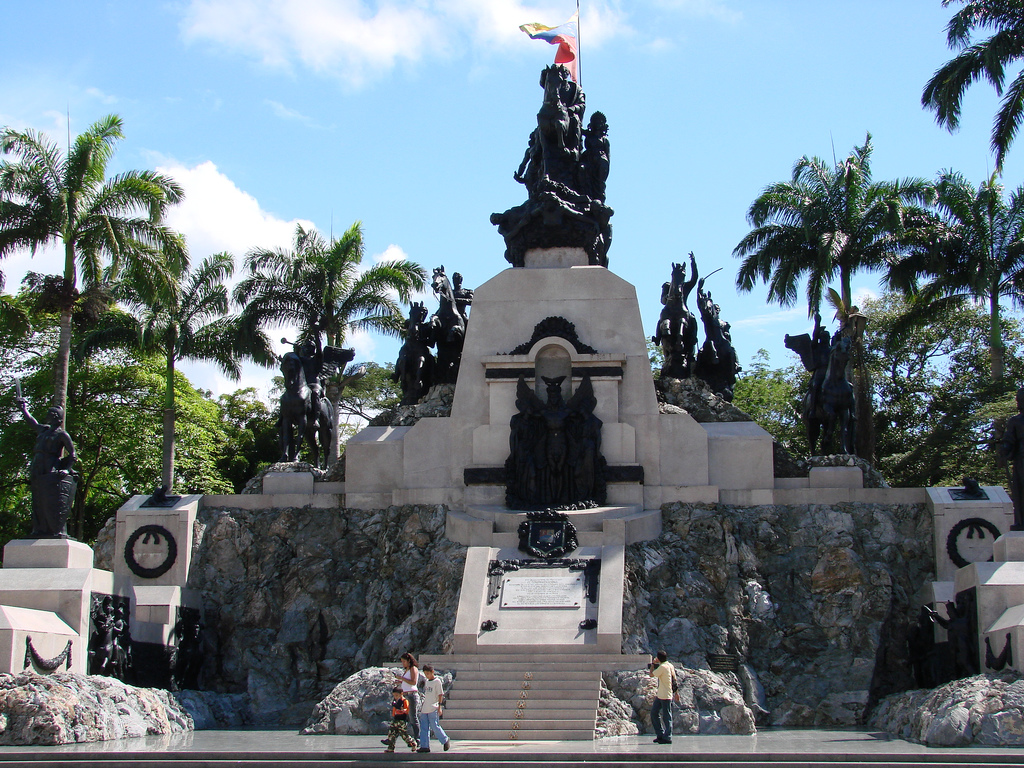
Altar de la Patria en Campo Carabobo.

A partir de entonces, comenzó la lucha armada por la Independencia de Venezuela, que se prolongaría por más de una década. En 1812 Francisco de Miranda y Simón Bolívar libraron varias batallas importantes en la zona contra las tropas realistas. Tras la caída de Puerto Cabello a manos realistas, continuas deserciones y derrotas clave contra el ejército realista de Domingo de Monteverde, el generalísimo Francisco de Miranda se vio en la obligación de firmar la Capitulación de San Mateo el 25 de julio de 1812, dando fin a la Primera República de Venezuela.
El 24 de junio de 1821, tuvo lugar la trascendental Batalla de Carabobo entre tropas realistas y el ejército independentista.
Las tropas realistas que permanecían en el Castillo San Felipe, en Puerto Cabello, se rindieron y evacuaron Venezuela el 10 de noviembre de 1823.

### Provincia de Carabobo
El 24 de junio de 1824, se creó la Provincia de Carabobo sobre una parte de la Provincia de Caracas, ambas formando parte del Departamento de Venezuela de la Gran Colombia. Dicha Provincia estuvo constituida por los cantones de Valencia (Capital), Puerto Cabello, Ocumare, San Carlos, Nirgua, Pao, San Felipe, Tocuyo, Quíbor, Barquisimeto, Carora y Yaritagua.
En 1829, se efectuó en Valencia una Asamblea popular que decidió la separación definitiva del Departamento de Venezuela de la Gran Colombia, el desconocimiento de la autoridad de Simón Bolívar y el nombramiento de José Antonio Páez como "Jefe Superior del País"
El 6 de mayo de 1830, tuvo lugar el Congreso de Valencia, donde se declaró la Independencia de Venezuela de la Gran Colombia y se proclamó Valencia como capital de la República.

### La nueva república

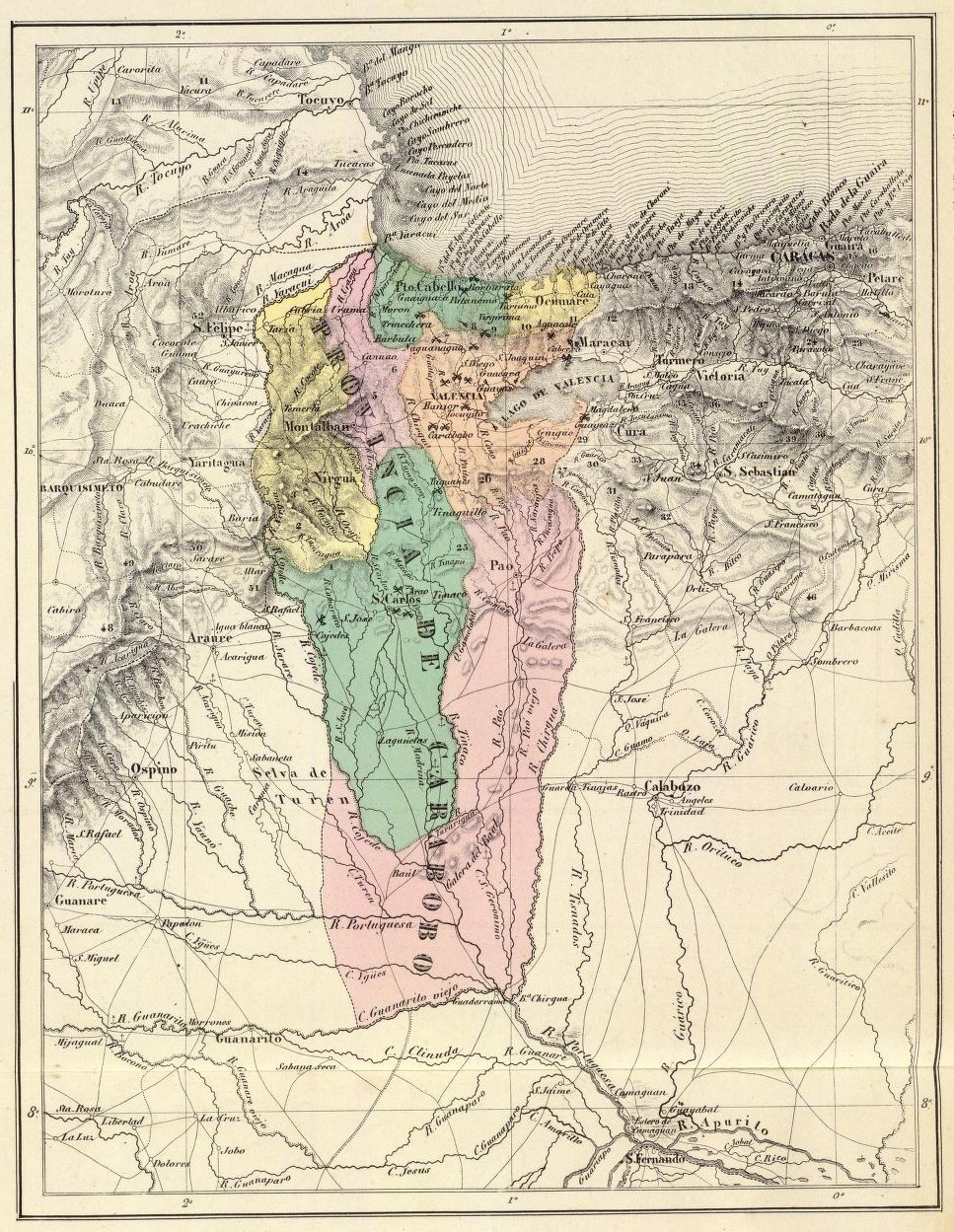
Provincia de Carabobo para 1848

El 29 de marzo de 1832, el gobierno crea la Provincia de Barquisimeto a partir de una división de la Provincia de Carabobo, dejando a esta última con los cantones de Valencia, Nirgua y Cojedes. En 1855, se le reduce el territorio nuevamente al separarle los cantones de Nirgua y San Carlos para crear las Provincias de Yaracuy y Cojedes, dejándola integrada únicamente por los cantones de Valencia, Puerto Cabello, Montalbán y Ocumare.
En 1856, se dicta una Ley de División Territorial de la República, estableciendo que la Provincia de Carabobo se componía a partir de ese momento por los cantones Valencia, Puerto Cabello, Montalbán y Ocumare.
En 1864, a la provincia se le anexa el territorio correspondiente al actual Estado Cojedes hasta 1872.
El 27 de abril de 1881, el Gobierno Nacional reforma la división político territorial del país (anteriormente dividido en provincias) y crea los "Estados Federales", conformando de esta manera al Estado Carabobo junto con la sección de Nirgua del actual Estado Yaracuy.

### SigloXX
Entre fines de 1902 y principios de 1903, las marinas de guerra del Imperio británico, el Imperio alemán y el Reino de Italia bloquearon las costas y puertos de Venezuela exigiendo el pago inmediato de las deudas contraídas por Venezuela a las compañías de sus connacionales. El acorazado inglés Charybdis y el crucero alemán Vineta bombardean los fuertes de Puerto Cabello.
La producción naval nacional se inicia en 1909 con la colocación de la quilla al guardacostas "29 de enero" en el astillero y dique de Puerto Cabello.
En 1917, el Gobierno Nacional realizó varios ajustes en los límites entre Aragua y Carabobo.
El 13 de diciembre de 1933, el Gobierno traspasó al estado de Aragua varias tierras de Turiamo hasta entonces pertenecientes al Estado Carabobo.
Al momento de la muerte del dictador Juan Vicente Gómez, el estado, como toda Venezuela, era fundamentalmente agrícola. Numerosas tierras del Estado estaban en posesión de amigos de Gómez. De allí provienen los nombres de muchas urbanizaciones de la ciudad de Valencia como El Viñedo, La VIña, Los Sauces, Los Naranjos, Los Bucares, Las Acacias, Los Mangos, Los Nísperos, etc.
El 31 de marzo de 1941, las tripulaciones de varios barcos italianos y alemanes refugiados en Puerto Cabello incendiaron sus barcos para evitar que quedasen en manos de los estadounidenses. Se produjeron grandes incendios en el puerto. Cientos de los causantes fueron detenidos e internados en campos de prisioneros.
A mediados del siglo XX, y ayudada por los ingresos petroleros y los esfuerzos de la Cámara de Comercio del Estado Carabobo, comenzó la industrialización de Carabobo. En especial la zona sur y sureste de Valencia, fue elegida para la instalación de numerosas industrias.
La división político-territorial del Estado Carabobo en 1985, con 9 Distritos y 36 Municipios No-Autónomos (Parroquias), era la siguiente:
- Distrito Bejuma
- Distrito Carlos Arvelo
- Distrito Diego Ibarra
- Distrito Juan José Mora
- Distrito Guacara
- Distrito Montalban
- Distrito Puerto Cabello
- Distrito San Joaquín y
- Distrito Valencia[16]

En 1994, el Gobierno Regional ejecuta la Ley de División Político-Territorial (Gaceta Oficial Extraordinaria N.º 494), dividiendo al Municipio Valencia (antiguo Distrito Valencia) en 5 municipios autónomos distintos, aumentando la cantidad de municipios en el Estado Carabobo a 14 municipios que se mantienen hasta la actualidad.

### sigloXXI
El Estado Carabobo había tenido un alto crecimiento de población a partir de los treinta del siglo XX, pero a partir de 2000 el crecimiento se aceleró por diversas causas, entre las que se encuentran la llegada de damnificados del Estado Vargas y un aumento de la inmigración desde el campo y desde otros países sudamericanos y europeos.
Tras aprobarse la Asamblea Nacional Constituyente propuesta por el presidente Nicolás Maduro el 30 de julio de 2017. En la madrugada del 6 de agosto del mismo año, un grupo de militares toman por asalto el Fuerte de Paramacay de Naguanagua. El 15 de octubre del mismo año, resultó elegido Rafael Lacava, como gobernador del Estado Carabobo. Para el 27 de diciembre de 2018, ocurrió un sismo de 4.9 en la escala de magnitud en el Estado, con daños leves en las estructuras.

## Geografía

### Divisiones administrativas
El estado venezolano de Carabobo está conformado por 14 municipios autónomos y 38 parroquias civiles.
| Municipios de Carabobo |
| --- |
| Mar Caribe Aragua Cojedes Falcón Guárico Yaracuy Bejuma Carlos Arvelo Diego Ibarra Guacara Juan José Mora Libertador Los Guayos Miranda Montalbán Naguanagua Puerto Cabello San Diego San Joaquín Valencia |

### Geología y relieve
La mayor parte del Estado Carabobo —un 75 %— es montañosa y forma parte de la Cordillera de la Costa. Las mayores elevaciones se hallan por toda la parte norte, donde el cerro Villalonga (10.361679, -67.937657) destaca con sus 1.977msnm, en la zona oeste del Estado la Cumbre de Capotillo (10.246959, -68.363656) con 1.792msnm y en la zona al sur del lago de Valencia, Cerro Azul (9.990959, -67.796916) con más de 1.460msnm.
Hay una depresión central alrededor del lago de Valencia y hacia el sur comienzan los llanos.

### Lago de Valencia
El lago de Valencia (también llamado lago de Tacarigua) es el segundo lago en importancia de Venezuela después del Lago de Maracaibo y es el cuerpo de agua dulce sin desagüe al mar (lago cerrado), más grande de Venezuela y el segundo más extenso de América del Sur. Se encuentra emplazado en una fosa tectónica conocida como Graben de Valencia que se encuentra entre la Cordillera de la Costa y la serranía del Interior. La cuenca es de tipo endorreica, y cubre 3150 km² (0,3 % del país).
Este lago es el fenómeno hidrográfico más importante del centro del país, tiene una longitud máxima de 30 km, una anchura máxima que alcanza los 20 km, una profundidad máxima de 39 m (metros) y una media de 21 m. En la actualidad el lago tiene una extensión de 344 km². En sus orillas se levantan dos de las principales ciudades del país como son: Valencia y Maracay y otros centros urbanos importantes como los son Mariara, San Joaquín, Güigüe, Guacara y Palo Negro.

### Fauna y flora
Las especies animales y vegetales de este estado se detallan a continuación:

#### Especies animales típicas
- Pájaros: bengalí (Sporophila bouvronides), chirulí (Carduelis psaltria), colibrí, guacharaca (Ortalis ruficauda), picoplata (Ramphocelus carbo)
- Reptiles: iguanas verdes, serpientes de cascabel (Crotalus), mapanares (Bothrops atrox), tigras mariposa (Bothrops venezuelensis), tragavenados (Boa constrictor), culebra tigre cazadora (Spilotes pullatus) , boa tornasol, boa de acero o boa arco iris colombiana (Epicrates maurus), lobo pollero, mato de agua, peni o teyú colombiano (Tupinambis teguixin). También se encuentran cocodrilos de la costa (Crocodylus acutus), especie hoy día en peligro de extinción, que era abundante en tiempos de Alexander von Humboldt.
- Mamíferos: pecaríes o báquiros, picures (Dasyprocta punctata), venados, rabipelados (Didelphis marsupialis), pumas (Puma concolor).

#### Especies vegetales típicas
El Estado Carabobo presenta una vegetación predominantemente tropical. Entre las especies más típicas se hallan algarrobos, apamates, camorucos, caobas, cedros, guamos, palma carabobo, samanes, entre otros. En la costa pueden encontrarse manglares como el rojo Rhizophora mangle, así como uva de playa (Coccoloba uvifera) y cocoteros (Cocos nucifera).
Alexander von Humboldt informaba que en 1800 aún había grandes cantidades de araguatos en los bosques al sur de Valencia. También mencionaba la presencia de caimanes (Caiman crocodilus) en el lago de Valencia, inexistentes allí hoy en día. Ya para ese momento Alexander von Humboldt menciona que las orillas del lago, que habían estado cubiertas de bosques al momento de empezar la colonización europea, estaban sin árboles.

### Ambiente
El lago de Valencia, así como varios de los ríos principales presentan altos niveles de contaminación actualmente. Gran parte de las aguas residuales del estado son vertidas sin procesar a estos ríos, al lago y al Mar Caribe. También hay numerosos vertederos de basura que no cumplen con normas internacionales de reciclaje. Uno de los vertederos principales es el de la Guásima, en la zona de Tocuyito, en el Municipio Libertador. La contaminación producida por las basuras mal tratadas en los vertederos de basura afectan a las poblaciones vecinas a estos sitios y a la utilidad de los recursos hidrográficos a los que se cuelan los residuos venenosos.
La fuerte urbanización del Estado Carabobo ha provocado una gran pérdida de los recursos ecológicos.

## Evolución demográfica

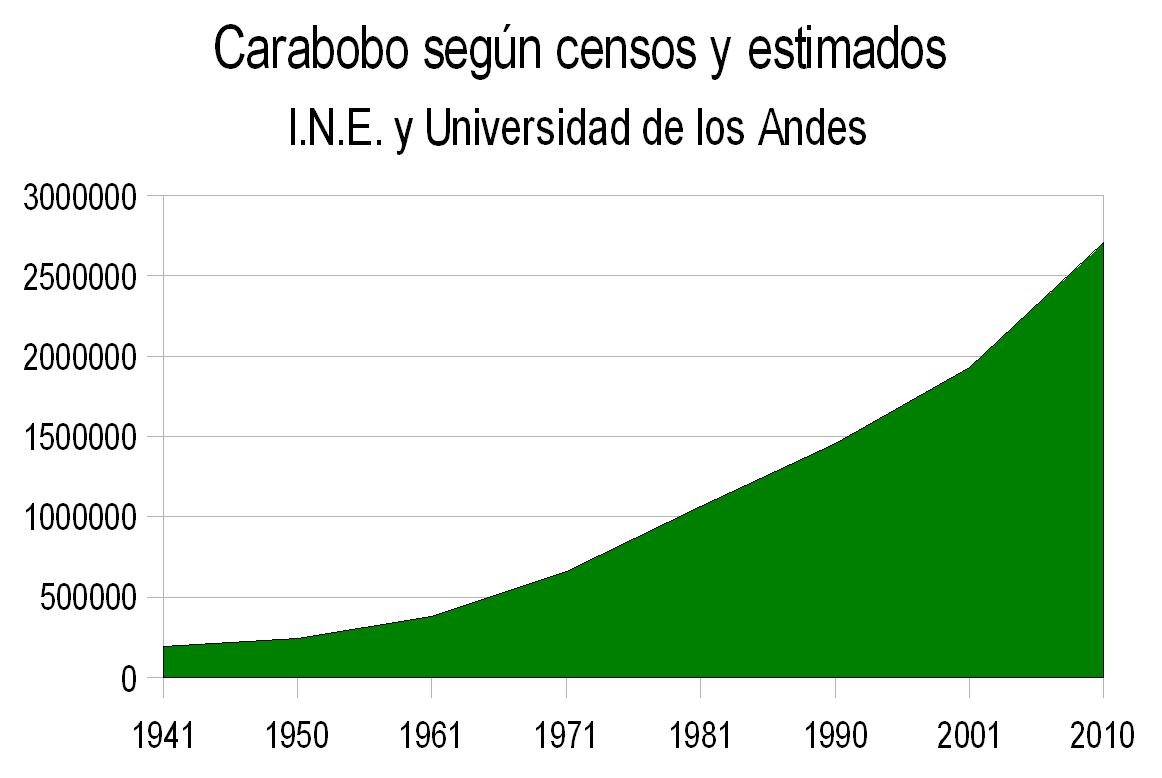
Evolución demográfica de Carabobo

El Estado Carabobo es uno de los estados de Venezuela con mayor crecimiento demográfico. A partir de la Segunda Guerra Mundial se produce una fuerte migración ante todo desde Europa hacia Venezuela y Carabobo se convierte en uno de los principales puntos de destino. El 2 de septiembre de 1947 llegó el contingente "A" de inmigrantes a Puerto Cabello. La mayoría venían de Alemania y de países de Europa oriental. Posteriormente, comenzaron a llegar inmigrantes italianos, españoles y portugueses. A partir de los años 70 la mayor parte de los inmigrantes procedían de otros países sudamericanos. La migración de venezolanos y extranjeros hacia Carabobo y, en especial, hacia la ciudad de Valencia, ha sido particularmente alta en las últimas décadas.

## Política y gobierno
El Estado Carabobo, como uno de los 23 Estados de Venezuela y sobre la base de lo establecido en la Constitución Nacional de Venezuela de 1999, posee sus propios poderes públicos, que incluyen un gobernador, asesorado por un gabinete de secretarios, un secretario general y un procurador, un controlador, su propia policía estadal, bandera, escudo, himno y un parlamento regional llamado Consejo Legislativo de 15 integrantes. La ley básica a nivel estadal es la Constitución del Estado Carabobo del 7 de enero de 1991. Junto con La Ley de Organización de la Administración Pública del Estado Carabobo de 2005, la Constitución y demás leyes nacionales y estadales constituyen la base del ordenamiento jurídico carabobeño.
Dirección de Gobierno.
Dirección de Educación.
Dirección de Infraestructura.
Dirección de Salud.
Dirección de Seguridad ciudadana.  

### Poder Ejecutivo
Está compuesto por el Gobernador del Estado Carabobo y un grupo de Secretarios Estatales. El Gobernador es elegido por el pueblo mediante voto directo y secreto para un periodo de cuatro años y con posibilidad de reelección inmediata sin restricción de periodos, siendo el encargado de la administración estatal.

### Poder Legislativo
La legislatura del estado recae sobre el Consejo Legislativo del Estado Carabobo. Es unicameral. Sus miembros son elegidos por el pueblo mediante el voto directo y secreto cada cuatro años, pudiendo ser reelegidos sin restricción de períodos, de acuerdo a lo establecido en la enmienda constitucional del 14 de febrero de 2009, bajo un sistema de representación proporcional de la población del Estado y sus municipios. El Consejo Legislativo tiene como funciones producir enmiendas o reformas a la Constitución del Estado Carabobo, sancionar leyes relativas al mismo, aprobar su presupuesto, designar o destituir a su contralor, evaluar el informe anual del gobernador y controlar los órganos de la administración y autorizar créditos adicionales, entre otras.
Actualmente están representadas dos bancadas: Proyecto Venezuela y el Partido Socialista Unido de Venezuela. El Estado cuenta 15 diputados, de los cuales 6 pertenecen a PROVE y 9 al PSUV. El actual presidente del Consejo Legislativo es Augusto Martínez (PSUV), y el vicepresidente es Blas González (PSUV).

## Poder Judicial
Circunscripción del Circuito judicial de Estado Carabobo.
Tribunales de Apelaciones de Carabobo.
Tribunales Superiores del Estado Carabobo.
Tribunales de Primera Instancia de Estado Carabobo.
Tribunales de Municipios de Carabobo.

### Policía Estatal
Carabobo como uno de los 23 Estados de Venezuela y sobre la base de lo establecido en el artículo 164 de la Constitución de Venezuela de 1999 y en la ley de policía dictada por el Consejo Legislativo del estado, posee su propio Cuerpo Policial Autónomo y con jurisdicción regional llamado Policía del Estado Carabobo adscrito a la Secretaría de Seguridad Ciudadana del Gobierno Regional.

## Economía
El Estado Carabobo es uno de los más pujantes de Venezuela. Su industria y su producción agrícola se encuentran entre las más significativas de Venezuela.

### Industria
Entre las industrias más importantes de la región se encuentran las industrias de alimentos, textiles, plantas galvanizadoras, productos químicos y petroquímicos, industria metalmecánica, vehículos automotores, combustible, refinación del petróleo, asfalto, gas licuado, cerámicas, construcción, papel, bebidas alcohólicas y bebidas gaseosas.
Los centros industriales principales de la región se encuentran en el sureste de la ciudad de Valencia (el más importante de todo el país), en Guacara, Los Guayos, Morón y Puerto Cabello.

### Petroquímica de Venezuela

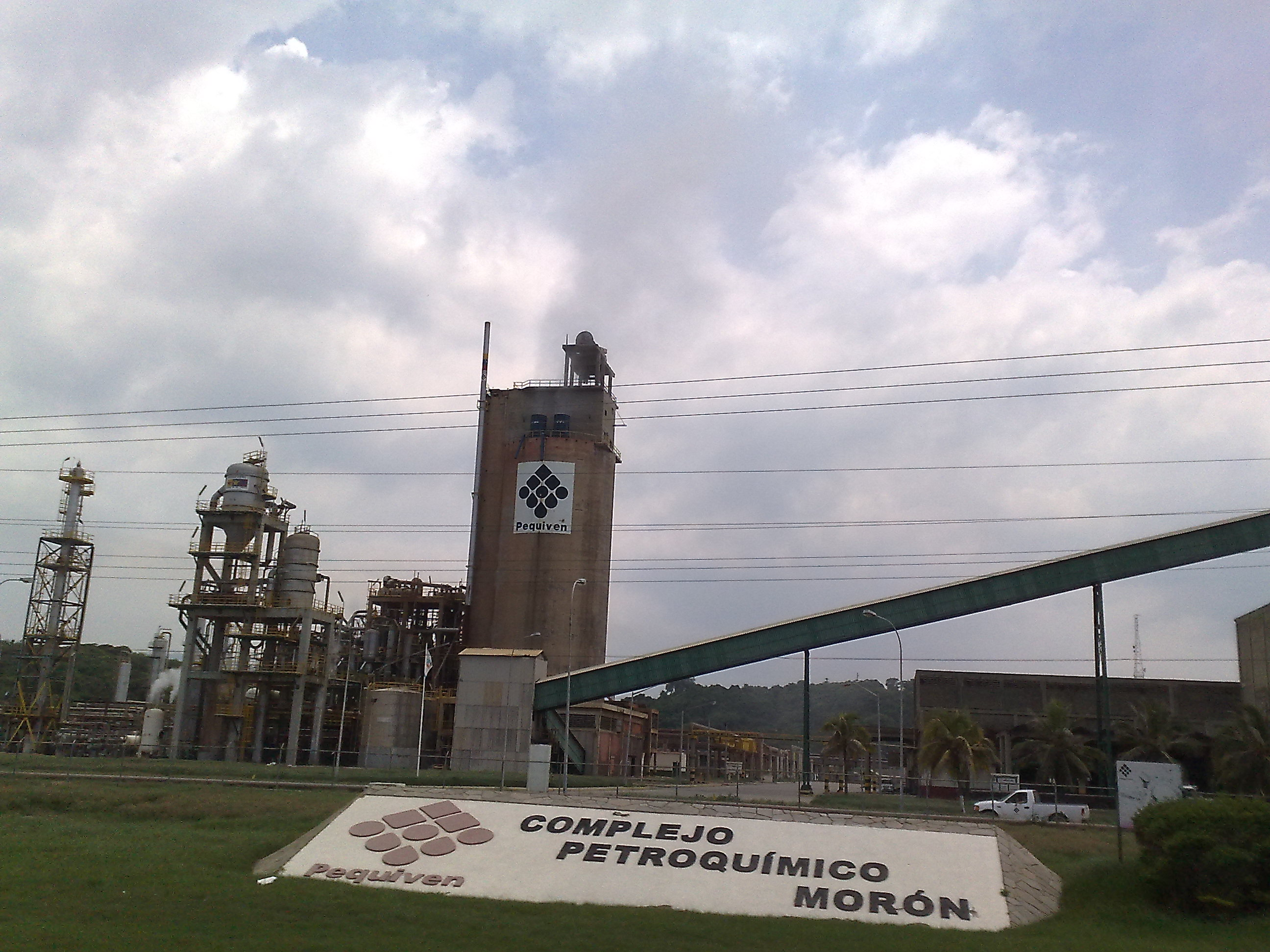
Complejo Petroquimico Morón

La principal industria petroquímica de Venezuela, se encuentra en el Estado Carabobo, específicamente en la costa occidental del estado, (Morón), en el Complejo Petroquimico de Morón (el más grande del país). En este complejo se encuentra la empresa Petroquímica de Venezuela (Pequiven) filial de PDVSA, la cual de dedica a la producción y comercialización de productos petroquímicos con capacidad exportadora, pero otorgándole prioridad al mercado nacional.
Los tres productos principales de líneas de negocios en las que se sostiene la corporación, que ofrece más de 40 productos petroquímicos a los mercados nacional e internacional son: Fertilizantes, productos químicos industriales y olefinas y resinas plásticas.
Su vinculación con importantes socios en la conformación de las empresas mixtas en la que participa, han facilitado su consolidación y presencia en mercados de la región, así como de otras parte del planeta.

### Refinería El Palito

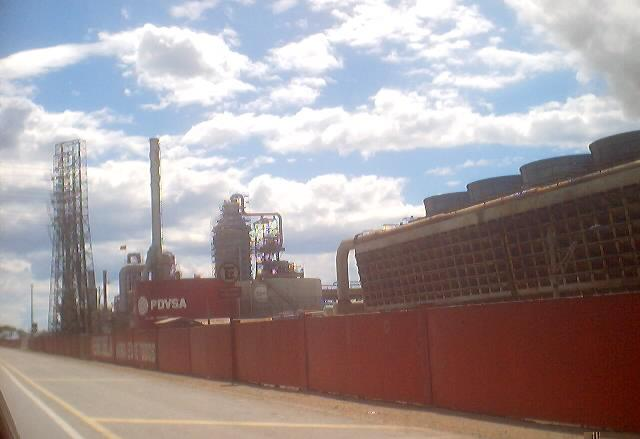
Vista lateral de la Refinería El Palito desde la Autopista Morón - Puerto Cabello.

La Refinería El Palito es uno de los complejos para la refinación del petróleo de mayor envergadura en Venezuela. Está ubicada en el Municipio Puerto Cabello, cercana a la población de El Palito, en las costas del Estado Carabobo, en Venezuela. Actualmente tiene una capacidad de procesamiento máxima de 140 000 barriles diarios de crudo. Este complejo, controlado por la empresa Petróleos de Venezuela (PDVSA), suministra combustible y derivados al centro occidente del país a través de un sistema de poliductos que surten a las plantas de distribución El Palito, Yagua y Barquisimeto.
El Complejo de Refinería El Palito fue el primer complejo refinador en Venezuela con autogestión eléctrica e interconexión sincrónica con el sistema eléctrico nacional. Asimismo, es donde se inició por primera vez la producción de gasolina sin plomo y oxigenada y donde por primera vez se incorporó el Reformado catalítico y se instalaron tanto la planta de benceno, tolueno y orto-xileno (BTX) como el precipitador electrostático.

## Educación
El organismo central dedicado a la gerencia de la educación inicial, primaria, secundaria y universitaria en el Estado Carabobo es la Secretaría de Educación y Deportes de Carabobo. Este instituto tiene a su cargo unos doscientos sesenta y dos planteles oficiales en distintos niveles y modalidades de educación.

### Universidad de Carabobo
Es la principal universidad del Estado Carabobo y de toda la Región Central del país. La Universidad de Carabobo (UC), es una de las universidades públicas y autónomas más prestigiosas e importantes de Venezuela, reconocida por la calidad de la educación impartida y el óptimo desempeño de sus egresados. El Rectorado de la Universidad de Carabobo se encuentra en la Av. Bolívar-Norte-Sector Camoruco Viejo; El Paraninfo en el Centro de Valencia (Parroquia Urbana El Socorro) y algunos centros administrativos se hallan en el Municipio Valencia propiamente dicho; mientras que la Ciudad Universitaria Bárbula (las facultades, Las direcciones generales, áreas de posgrado, el Complejo Deportivo Bárbula y áreas de recreación) se encuentran en el Municipio Naguanagua, dentro del Área metropolitana de la ciudad de Valencia.

### Ciencia y tecnología
Entre los principales centros de investigación científica están el FUNDACITE (Fundación para el Desarrollo de la Ciencia y Tecnología del Estado Carabobo) y la Universidad de Carabobo, en especial la Facultad de Ciencias y Tecnología.

## Cultura

### Gastronomía
También en el estado, principalmente en su ciudad capital (Valencia), hay mucha influencia extranjera, por el cual la comida cotidiana del carabobeño no es una en específica. En cuanto a desayunos los más comunes son: las arepas, las empanadas, los pastelitos, cruasán, pan de jamón, cachitos, sándwiches, tequeños, entre muchos más. En cuanto al almuerzo y cena, son muy variados por sus influencias extranjeras mayormente: argentina, italiana, española, china, portuguesa, árabe entre otras gastronomías familiarizadas en la ciudad y el resto del estado.
De igual manera, la constante influencia de inmigrantes que se han integrado a la sociedad valenciana ha llevado que comidas originarias de otras zonas geográficas compartan la mesa con comidas locales, teniendo entre ellos al choripán, los perros calientes, s, el shawarma, y los churros. Las bebidas también tuvieron su origen en otras latitudes, llevando al consumo local de la chicha, la cocada y el té frío, entre muchas otras bebidas que se consumen en la ciudad.

## Deportes
Entre los deportes más seguidos del Estado Carabobo se encuentran el béisbol, el fútbol y el baloncesto, teniendo al primer deporte como el de más aficionados locales y el segundo con el de mayor cantidad de practicantes de todas las edades.
En materia competitiva, la ciudad también es una de las localidades con mayor representación de atletas en competencias de nivel nacional, quedando por ello el Estado Carabobo como 10 veces campeón de los juegos nacionales de Venezuela, de los cuales 9 han sido de manera consecutiva.
El equipo de béisbol profesional local, Los Navegantes del Magallanes. Originalmente el equipo tuvo su fundación bajo el nombre de «Magallanes de Catia» en la ciudad de Caracas, pasando posteriormente a ser el equipo insigne de la localidad. Se consagra como la institución deportiva más antigua de Venezuela. Hasta 1968 el equipo insigne era Industriales de Valencia, mas el mismo cayó en bancarrota y se mudó a Acarigua.
En fútbol la capital del estado, tiene cuatro (4) equipos inscritos en los distintos torneos organizados por la Federación Venezolana de Fútbol, entre los que se encuentran el Carabobo Fútbol Club y la Academia Puerto Cabello ambos de la Primera División de Venezuela, el CIV Valencia y el Valencia Sport Club de la Segunda División "B".
En el baloncesto posee el equipo de la Liga Profesional de Baloncesto de Venezuela, representantes del Estado Carabobo, los Trotamundos de Carabobo. Hasta 1982 el equipo insigne era Colosos de Carabobo, el cual fue vendido y trasladado a Acarigua con el nombre de Bravos de Portuguesa.

## Servicios
La ciudad de Valencia es sede de numerosos bancos, centros comerciales y otros servicios. El Municipio San Diego también atrae numerosos negocios de servicios. Carabobo en general también tiene una cierta industria de turismo, aunque el mismo es, hasta ahora, principalmente de carácter nacional.

## Turismo

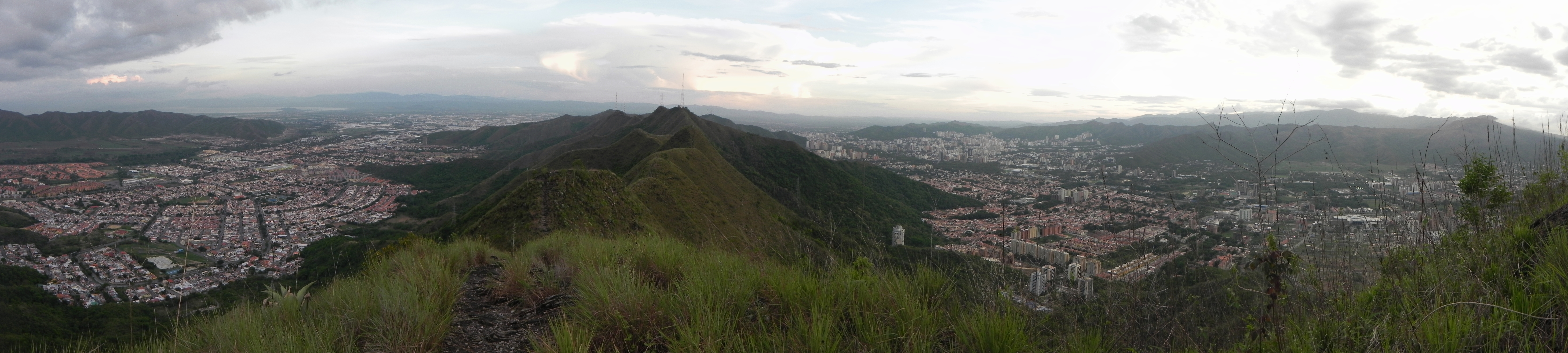
Vista del Norte de los municipios Valencia, San Diego y Naguanagua de la ciudad

Uno de los principales aportes económicos del Estado Carabobo, es el turismo, ya que es poseedor de variadas bellezas naturales, que van desde playas, montañas, sitios históricos, entre otros.

## Vías de comunicación y transporte
El Estado Carabobo está comunicado con el resto del país mediante una red de autopistas y carreteras mantenidas por el Gobierno Nacional e INVIALCA. Por problemas de cálculo en cuanto a la velocidad de crecimiento de la población y falta de proyecto destinados al desarrollo de la ciudad de Valencia a largo plazo, tanto las calles como las autopistas y avenidas principales de todo el estado se encuentran constantemente congestionadas. Los Carabobeños, para conocer el estado del tráfico en la Autopista Regional del Centro (ARC) que comunica a Valencia con otras ciudades, escuchan la emisora radial Victoria FM 103.9 y leen los reportes de los propios transeúntes en las redes sociales, como Twitter. La ciudad dispone de diversas cámaras en diferentes puntos de sus tramos viales, especialmente en las principales avenidas y autopistas de la localidad, pudiendo ser vistos estos videos a través de la página web de El Carabobeño, uno de los principales diarios de la ciudad.

### Sistema Ferroviario Nacional
En la actualidad se encuentra en construcción el tramo ferroviario que unirá a la ciudad de Valencia con Maracay y Caracas. El tramo central Ezequiel Zamora II (Puerto Cabello - La Encrucijada) del Sistema Ferroviario Nacional es el eje fundamental del sistema, diseñado para pasajeros y carga. Este proporciona una interconexión entre la capital del estado (Valencia) y el Eje Industrial Este, y a su vez con Puerto Cabello. De esta manera se consolida y extiende el área metropolitana de Valencia hacia los ejes urbanísticos más poblados del Estado; y la cohesión a escala mayor de todas las áreas urbanas de la Región Central. En Carabobo, el tramo cuenta con 6 estaciones: Puerto Cabello, Naguanagua, San Diego, Guacara, San Joaquín, Mariara y un interpuerto en San Diego. El tramo entre Puerto Cabello y La Encrucijada aún se encuentra en construcción debido a diversas paralizaciones por temas presupuestarios.
Además hay actualmente una vía de trenes de carga con poco tránsito desde Occidente (partiendo de Barquisimeto) hasta Puerto Cabello. Esta vía férrea y sus estaciones están siendo rehabilitadas como parte del Tramo Centro Occidental Simón Bolívar (Pasajeros y Carga), desde Puerto Cabello a San Felipe (Yaracuy), Barquisimeto (Lara), Acarigua y Turén (Portuguesa). Se estudia rehabilitar un ramal hacia el estado Falcón a fin de conectar las poblaciones de Tucacas y Chichiriviche.

### Transporte público superficial
El transporte público está en su mayoría compuesto por buses pequeños y autobuses pertenecientes a cooperativas o de institutos adscritos a las municipalidades. Dicho sistema de transporte público es bastante criticado debido a las constantes violaciones a las normas de tránsito y por no respetar las zonas destinadas para el ingreso o descarga de pasajeros. Actualmente se encuentra en dispoción el Sistema de Transporte Masivo TransCarabobo con varias rutas por toda la ciudad.
En miras de encontrar solución a este problema, en conjunto con la culminación del segundo tramo de la línea 1 del Metro de Valencia (etapa Av. Bolívar Norte) se tiene planeado introducir un sistema de Metrobús para complementa la red de transporte superficial conectando diversas zonas de la ciudad con las estaciones del metro de Valencia además es una zona industrial automotriz, se localizan los ensambladores estadounidenses Ford y Chevrolet, entre otras marcas. También se encuentra la fábrica de autobuses encava.

#### TransCarabobo
El Sistema de Transporte Masivo de Carabobo, o simplemente TransCarabobo, es un sistema de transporte masivo del Estado Carabobo en Venezuela, especialmente en las ciudades de Valencia, Guacara, Puerto Cabello y Naguanagua. Es de tipo BRT. Fue inaugurado el 11 de julio de 2014 en manos del gobierno del presidente Nicolás Maduro como parte de la Misión Transporte, entró en operación el mismo día con dos rutas solo en la ciudad de Valencia. Posteriormente fueron agregadas nuevas rutas en las ciudades de Guacara, Puerto Cabello y Naguanagua.
TransCarabobo cuenta con una estación central ubicada adyacente al Parque Recreacional del Sur, donde se encuentra el patio de unidades y talleres y desde donde salen las dos líneas troncales. Para abril de 2015, se activarán nuevas rutas en los municipios Carlos Arvelo, Los Guayos, Diego Ibarra y Libertador.

### Transporte público interestatal
Los servicios de autobuses a otras ciudades se realiza a partir del Terminal Terrestre de Pasajeros Big Low Center, ubicado en el Municipio San Diego al este de la ciudad de Valencia. De este terminal parten todos los autobuses a las principales ciudades del país, como Caracas, Maracaibo, Barquisimeto, Puerto Cabello, Maracay, Ciudad Bolívar, Maturín, Puerto La Cruz, Barcelona, Puerto Ordaz, Coro, Mérida, San Cristóbal, Punto Fijo, Tucacas, Chichiriviche, San Carlos, Los Teques, Barinas, San Juan de los Morros, Guanare, entre otros
En la actualidad se está construyendo un nuevo y moderno terminal terrestre de pasajeros, el Terminal Metropolitano de Valencia, o también llamado Terminal Turístico de San Diego ubicándose en la Zona Industrial Castillito justo frente del actual Terminal Big Low Center. Este será uno de los más grandes y modernos terminales terrestres de pasajeros de Venezuela, contará con servicios de hotelería, ferias de comida, centro comercial, entre otras cosas. Actualmente está paralizado por problemas presupuestarios. 
Históricamente, ha habido terminales terrestres primero en el cruce de la calle Colombia con la Av. 5 de julio, luego cerca de la Av. Branger y finalmente desde 1975 en el sector El Carmen al sureste de la ciudad, el cual funcionó hasta el año 1986 y actualmente en ese lugar se ubica el Multimercado Los Guajiros.

### Transporte acuático
El Estado Carabobo posee el mayor y más importante puerto de Venezuela, el de Puerto Cabello. Históricamente ha sido uno de los más importantes desde la era colonial, por su ubicación y características naturales, desde comienzos del siglo XXI, impulsado por el creciente desarrollo industrial del Estado Carabobo.
Actualmente, el lago de Valencia solamente tiene terminales y botes de uso privado ya que no es posible su aprovechamiento con propósito recreativo debido a sus altos niveles de contaminación que lo hacen muy peligroso para la salud.

## Puntos cardinales
| Noroeste: Estado Yaracuy / Estado Falcón | Norte: Mar Caribe                    | Nordeste: Mar Caribe / Estado Aragua |
| Oeste: Estado Yaracuy                    |                                      | Este: Estado Aragua                  |
| Suroeste: Estado Cojedes                 | Sur: Estado Cojedes / Estado Guárico | Sureste: Estado Guárico              |